# Gatsby Coachworks

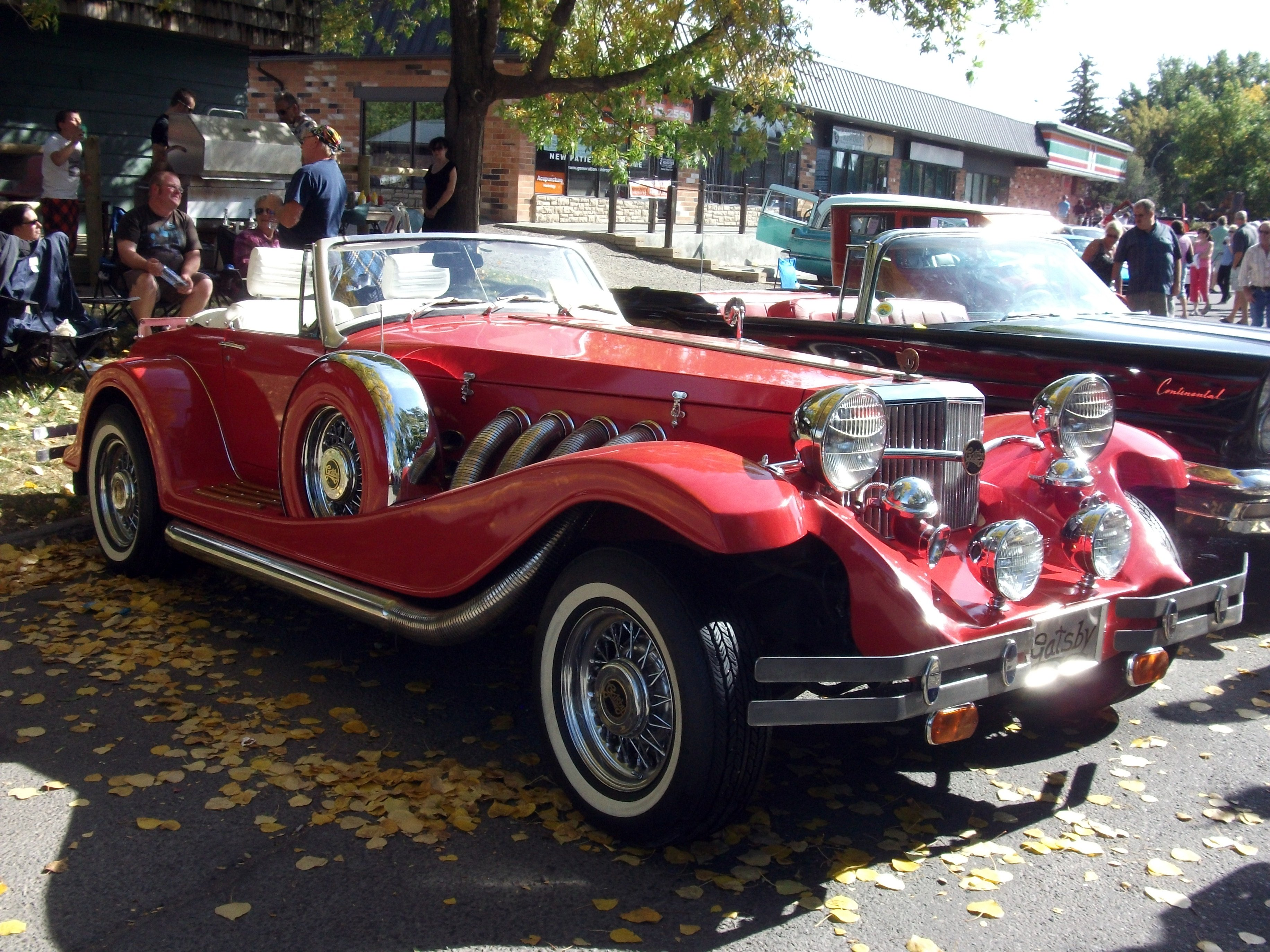
Gatsby

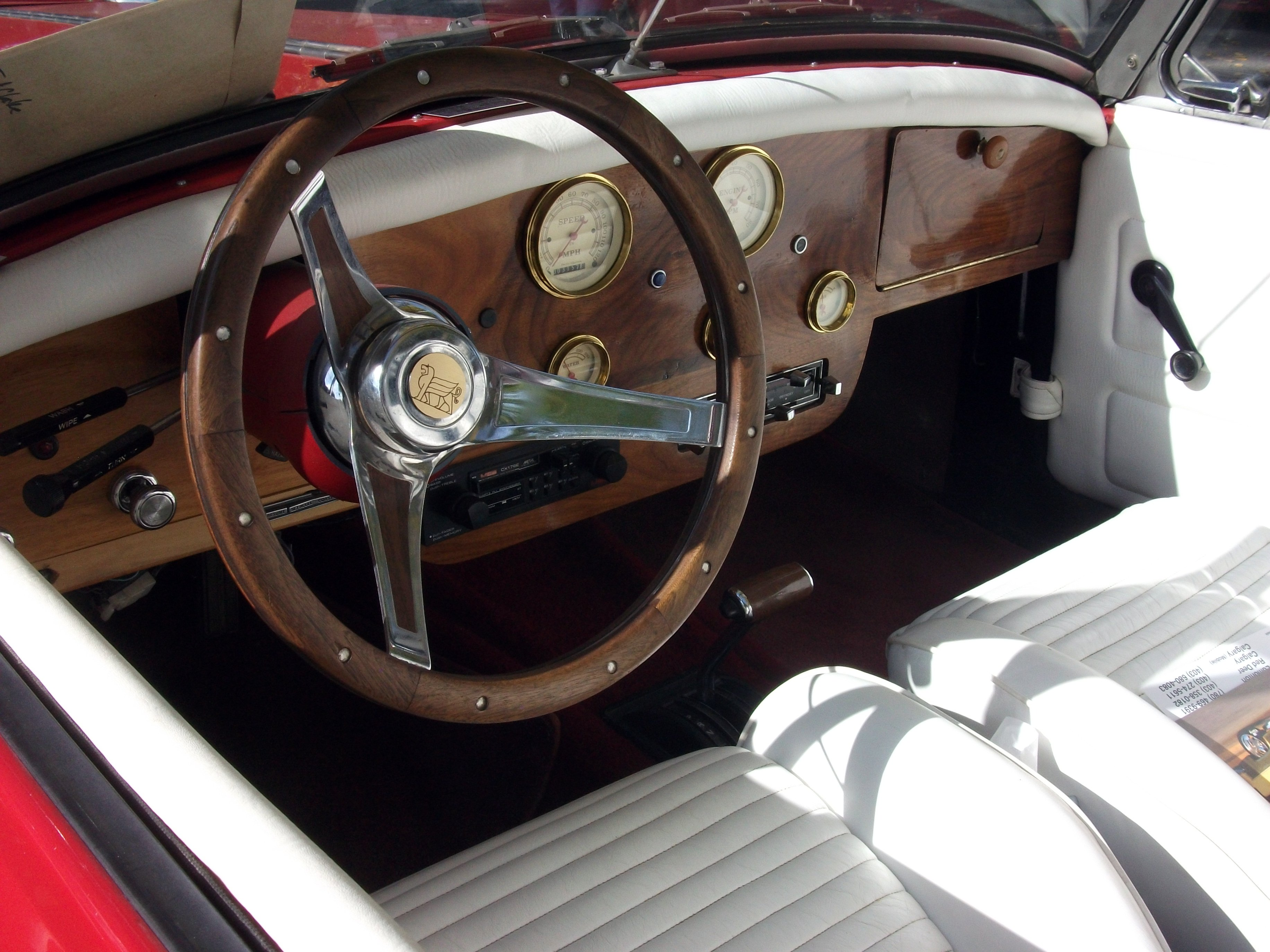
Interieur

Gatsby Coachworks Ltd. U.S.A. war ein US-amerikanischer Hersteller von Automobilen.

## Unternehmensgeschichte
Das Unternehmen wurde am 10. April 1979 in San José in Kalifornien gegründet. Die Produktion von Automobilen und Kit Cars begann. Der Markenname lautete Gatsby. Es gibt auch Hinweise auf die Firmierung Gatsby Productions, und zwar laut einer Quelle bereits 1982, laut einer anderen Quelle ab 1989.
1998 übernahm JPR Cars Ltd. das Unternehmen.

## Fahrzeuge
Ein Modell war der Gatsby. Dies war ein Fahrzeug im Stil der 1930er Jahre, ähnlich den Wagen von Clénet Coachworks. Das Fahrgestell stammte meistens von Ford und in anderen Fällen von General Motors. Anfangs bestand die Karosserie aus Stahl und ab 1983 wahlweise aus Fiberglas.
Der Griffin war der Nachfolger des Sceptre von der Sceptre Motorcar Company. Er hatte ein Ford-Fahrgestell und immer eine Fiberglas-Karosserie.